# Конгрес на КПСС
Конгресът на КПСС според устава на Комунистическата партия на СССР е върховен ръководен орган на партията, който представлява редовно свиквано събрание на избраните делегати.

## Обзор
Проведени са общо 28 конгреса, започвайки с първия конгрес на РСДРП в Минск през 1898 г.
Първите 7 конгреса се провеждат в различни градове и държави: 1-ви, учредителен – в Минск, 2-ри – в Брюксел и Лондон, 3-ти – в Лондон, 4-ти – в Стокхолм, 5-и – отново в Лондон, 6-и и 7-и конгрес се провеждат в Петроград. Започвайки от 8-и конгрес, всички конгреси се провеждат в Москва, а започвайки от 22-ри – в кремълския Дворец на конгресите.
След Октомврийската революция в периода 1917 – 1925 г. конгресите на РСДРП (б), РКП (б) и ВКП (б) се провеждат ежегодно, а след това по-рядко до Втората световна война; следва най-дългата пауза от 13 години между 18-и и 19-и конгрес (1939 – 1952). ).
В периода 1961 – 1986 г. конгресите се провеждат на всеки 5 години.
Резките колебания в честотата на свикването на конгреси се обясняват и с резки колебания в позицията на самата партия. До 1905 – 1907 г. партията е в нелегалност, а през 1914 г. отново е забранена за провеждането на антивоенна пропаганда. Трудностите при свикването на конгреси в такава ситуация се задълбочават и от непрекъснатата фракционни борби срещу меншевиките и редица опозиционни групи: отзовистите, ликвидаторите, ултиматумистите и др.
Също така рязко намаляване на честотата на конгресите се наблюдава с идването на Сталин на власт. В мемоарите си Никита Хрушчов нарича тринадесетгодишната пауза между 18-и и 19-и конгрес „нечувана“. Това по всяка вероятност се дължи на факта, че през втората половина на 30-те години на миналия век официалният курс се променя от болшевизъм към държавност и ръководен държавен орган е не Централният комитет на Всесъюзната комунистическа партия (болшевиките), а Съветът на народните комисари (от 1946 г. – Съветът на министрите на СССР ), който организира работата на конкретни области от националната икономика, особено в условията на следвоенно възстановяване, и за ЦК вече не остават никакви функции в управленската структура, което води през март 1953 г. до „реванш“, при който се възстановява предишният ред на управление на страната и ЦК на КПСС отново поема ръководната роля.
Последният XXVIII конгрес на КПСС като управляваща партия се състои през 1990 г .
През 1993 г. Съюз на представителите на комунистическите партии на бившия СССР, ръководен от Олег Шенин, провежда възстановителен XXIX конгрес, а след това и следващи, но авторитетът на тези конгреси не се признава от всички руски комунисти.

## Хронология
| Дата                                                | Конгрес                 | Основн и събития и резултати |
| --------------------------------------------------- | ----------------------- | --- |
| 1 – 3 (13 – 15) март 1898 г. (2 дни)                | I конгрес на РСДРП      | Провежда се нелегално в Минск и не води до никакви резултати: учредяването на социал-демократическа партия в Русия в този момент е фактически невъзможно. Скоро след конгреса партийните организации са разгромени от полицията. |
| 17 (30) юли – 10 (23) август 1903 г. (24 дни)       | II конгрес на РСДРП     | Поради забраната в Русия конгресът се провежда в Брюксел, но по искане на белгийската полиция е пренесен в Лондон. Конгресът успява да учреди партия, но при обсъждането на устава тя се разцепва на ленинско крило („болшевики“) и мартовско крило („меншевики“). Конгресът обсъжда възможността за обединение с еврейската социалистическа партия Бунд, но не е постигнато споразумение. |
| 12 (25) април – 27 април (10 май) 1905 г. (15 дни)  | III конгрес на РСДРП    | От самото си начало конгресът преминава в състояние на разкол: болшевисткото и меншевисткото крило организират независимо един от друг паралелни конгреси, болшевиките в Лондон, а меншевиките в Женева. |
| 10 – 25 април (23 април – 8 май) 1906 г. (15 дни)   | IV конгрес на РСДРП     | Така нареченият „обединителен“ IV конгрес в Стокхолм за известно време преодолява разногласията между болшевики и меншевики и възстановява единството в РСДРП. Болшевиките начело с Ленин, въпреки името си, се оказват в малцинство на конгреса: в избрания ЦК влизат 3 болшевики и 7 меншевики; в редакцията на централния орган влизат само меншевики. Въпреки това, още на този конгрес започва тенденция на доминиране на болшевиките в партийните организации на големите промишлени центрове. Освен останалите въпроси, конгресът обсъжда възможността за обединение на общоруската социалдемократическа партия с няколко национални: полско-литовската, латвийската и еврейската (Бунд). |
| 30 април (13 май) – 19 май (1 юни) 1907 г. (19 дни) | V конгрес на РСДРП      | Конгресът е забранен последователно в Дания, Швеция и Норвегия и в крайна сметка се провежда в Лондон. Превръща се в арена на ожесточени дискусии между болшевики и меншевики. В резултат както ЦК, така и социалдемокрацията като цяло така и не прави окончателен избор между болшевики и меншевики и се разцепва на две. Ленин се насочва към преобразуване на болшевиките в отделна партия и основава фракционен Болшевишки център, просъществувал до 1910 г.. |
| 26 юли (8 август) – 3 (18) август 1917 г. (10 дни)  | VI конгрес на РСДРП(б)  | Обединение на болшевиките със социалдемократическата фракция на „междурайонците“ (Лев Троцки, Анатолий Луначарски , А. Иоффе, М. Урицкий и др.), одобрение на решението на Ленин да не се явява в съда по делото за юлските събития. От конгреса отсъстват Ленин и Зиновиев (избягали във Финландия) и арестуваните от Временното правителство Троцки, Крестински, Каменев, Луначарски и др. Поради отсъствието на Ленин Политическия отчет на ЦК е докладван от Сталин, Организационния – от Свердлов, Финансовия – от Смилга. |
| 6 – 8 март 1918 г. (2 дни)                          | VII конгрес на РКП(б)   | Идеен разгром на опозиционната група на „левите комунисти“, одобрение на Бресткия мир (1918), преименуване на партията в „комунистическа“ по образец на Парижката комуна |
| 18 – 23 март 1919 г. (5 дни)                        | VIII конгрес на РКП(б)  | Идеен разгром на „военната опозиция“, одобрение на курса на строителство на редовна армия |
| 29 март – 5 април 1920 г. (7 дни)                   | IX конгрес на РКП(б)    | Одобрение на режима на „военен комунизъм“. Идеен разгром на опозиционната група на „децистите“. Партийна мобилизация на 10% от делегатите на конгреса в транспорта, преди всичко железопътния (една от първите партийни мобилизации с невоенен характер). |
| 8 – 16 март 1921 г. (8 дни)                         | X конгрес на РКП(б)     | Идеен разгром на редица опозиционни групи: „работническа опозиция“ (А. Шляпников, Александра Колонтай), „индустриалисти“ (Лев Троцки), „буферна група“ (Николай Бухарин, Е. Преображенски), остатъци от „децистите“ (Бубнов А. С., Сапронов Т. В. и др.) Приключва дискусията за профсъюзите и се приема резолюция „За единството на партията“. Преход от режима на „военен комунизъм“ към НЕП. Спад на влиянието на Троцки: в състава на ЦК, избран от X конгрес, неговите привърженици се оказват в малцинство и в ЦК преминават редица привърженици на Сталин. |
| 27 март – 2 април 1922 г. (6 дни)                   | XI конгрес на РКП(б)    | Последният конгрес, на който се изказва Ленин. Окончателен разгром на „работническата опозиция“, която фактически е отказала да се разпусне след X конгрес. Първи изключвания от партията на редови опозиционери за фракционна дейност. Към лидерите на „работническата опозиция“ А. Шляпников, Александра Колонтай и С. Медведев е отправено последно предупреждение. |
| 17 – 25 април 1923 г. (8 дни)                       | XII конгрес на РКП(б)   | Поради окончателното оттегляне на Ленин традиционния Политически доклад изнася Григорий Зиновиев, давайки заявка за негов приемник. Разширение на ЦК до 40 членове и 17 кандидат-членове. Новост на XII конгрес са многочислените приветствени изказвания на работническите делегации в залата за заседания. Обикновено те включват пожелания за оздравяване на Ленин и завършват с лозунги по адрес на Коминтерна, революцията и вождовете Ленин, Троцки, Зиновиев, Каменев, Бухарин и Сталин (като правило в този ред). |
| 23 – 31 май 1924 г. (8 дни)                         | XIII конгрес на РКП(б)  | Разгром на Троцки от страна на „тройката“ Григорий Зиновиев – Каменев – Сталин. Определяне на троцкизма като „враждебно на ленинизма дребнобуржуазно течение“. Същевременно многобройните оратори, критикуващи Троцки, не подлагат на съмнение неговото високо положение в партията. Разширение на ЦК до 53 членове и 34 кандидат-членове. |
| 18 – 31 декември 1925 г. (13 дни)                   | XIV конгрес на ВКП(б)   | Конгреса открива А. Риков, оглавил Совнаркома след смъртта на Ленин. Сталин разгромява „новата опозиция“ на Зиновиев – Каменев. Преименуване на РКП(б) във ВКП(б). В сталинската историография XIV конгрес се счита за „конгрес на индустриализацията“. В същото време, конгресът не определя конкретен механизъм и темпове на индустриализацията и се ограничава само с постановка на задачи от общ характер: превръщане на страната от вносител на машини и оборудване в техен производител и постигане на икономическа независимост. |
| 2 – 19 декември 1927 г. (17 дни)                    | XV конгрес на ВКП(б)    | Изключване от партията на лидерите на „обединената опозиция“ (новата опозиция) Троцки – Каменев – Зиновиев. Утвърдени са Директиви за съставяне на първия петгодишен план. Приет е план за колективизация на селското стопанство. Разширение на ЦК до 71 членове и 50 кандидат-членове. |
| 26 юни – 13 юли 1930 г. (17 дни)                    | XVI конгрес на ВКП(б)   | От 1928 г. постепенно нараства борбата с „дясната опозиция“ (Николай Бухарин, М. Томски, А. Риков, бившите „зиновиевцы“ Н. Угланов и М. Рютин). На XVI конгрес протича нейният окончателен разгром. |
| 26 януари – 10 февруари 1934 г. (15 дни)            | XVII конгрес на ВКП(б)  | В сталинската историография носи названието „конгрес на победителите“, тъй като на него, фактически за първи път в историята на партията, вече напълно отсъства опозиция. Конгресът оценява положително хода на индустриализацията, като определя, че СССР „се е превърнал от изостанала аграрна страна в напреднала индустриално-колхозна държава“. В същото време редица изследователи го наричат „конгрес на разстреляните“: от 1 966 делегати с решаващ или съвещателен глас през 1937 – 38 г. 1 108 души са арестувани по обвинение в „контрареволюционни престъпления“, а от състава на ЦК, избран на конгреса, са разстреляни 98 души от общо 139 членове и кандидат-членове.             |
| 10 – 21 март 1939 г. (11 дни)                       | XVIII конгрес на ВКП(б) | Първият конгрес след Голямата чистка демонстрира рязко обновление на партийното ръководство. Ако на предходния XVII конгрес до 80 % от делегатите са постъпили в партията преди 1920 г., то на XVIII конгрес около половината от делегатите с решаващ глас са на възраст под 35 години, 81,5 % – под 40 години. Хората с дореволюционен партиен стаж се оказват в малцинство. От 71 членове и 68 кандидат-членове на ЦК, избрани на XVIII конгрес, съответно 44 и 66 са избрани за първи път в този ръководен орган. |
| 5 – 14 октомври 1952 г. (9 дни)                     | XIX конгрес на КПСС     | Първи партиен конгрес след безпрецедентно прекъсване от 12 години. Преименуване на ВКП(б) в КПСС. Разширение на ЦК до 125 членове и 110 кандидат-членове. Реорганизация на централните органи на властта: замяна на Политбюро на ЦК на КПСС (9 членове) с Президиум в състав 25 членове и 11 кандидат-членове. Формиране на ръководна „петорка“ като Бюро на Президиума в състав Сталин – Маленков – Берия – Хрушчов – Булганин. Спад на влиянието на Молотов и Микоян. |
| 14 – 25 февруари 1956 г. (11 дни)                   | XX конгрес на КПСС      | Начало на десталинизацията (вж. доклада За култа към личността и неговите последици). Поредно разширение на ЦК, сравнително неголямо: до 133 членове и 122 кандидат-членове. |
| 27 януари – 5 февруари 1959 г. (9 дни)              | XXI конгрес на КПСС     | Констатира „пълната и окончателната победа на социализма в СССР“. В решения та на конгреса се говори за достигнато истинско народовластие, реализирано чрез Съветите. |
| 17 – 31 октомври 1961 г. (14 дни)                   | XXII конгрес на КПСС    | Приемане на програмен лозунг, утвърждаващ, че съветският народ ще живее в комунизма към 1980 г. Провъзгласява се, че всички данъци от населението ще бъдат отменени от 1965 г. Засилване на десталинизацията, в частност изнасяне на тялото на Сталин от мавзолея на Ленин. Разширение на ЦК до 175 членове и 155 кандидат-членове. |
| 29 март – 8 април 1966 г. (10 дни)                  | XXIII конгрес на КПСС   | Първи конгрес след свалянето на Никита Хрушчов. Преименуване на поста Първи секретар на ЦК на КПСС на Генерален секретар на ЦК на КПСС, възстановяване на Политбюро на ЦК вместо Президиума на ЦК. Разширение на ЦК до 195 членове и 165 кандидат-членове. |
| 30 март – 9 април 1971 г. (10 дни)                  | XXIV конгрес на КПСС    | Разширение на ЦК до 241 членове и 155 кандидат-членове. |
| 24 февруари – 5 март 1976 г. (9 дни)                | XXV конгрес на КПСС     | Разширение на ЦК до 287 членове и 139 кандидат-членове. |
| 23 февруари – 3 март 1981 г. (8 дни)                | XXVI конгрес на КПСС    | Разширение на ЦК до 319 членове и 151 кандидат-членове. Последен конгрес при Леонид Брежнев, в много отношения показателен за времето на късния застой. |
| 25 февруари – 6 март 1986 г. (9 дни)                | XXVII конгрес на КПСС   | Първи конгрес след идването на власт на Михаил Горбачов. В много отношения прилича на конгресите от брежневските времена, в частност е приет план за поредната, 12-а петилетка, оказала се последна. |
| 2 – 13 юли 1990 г. (11 дни)                         | XXVIII конгрес на КПСС  | Последен конгрес в историята на КПСС. Избран е рекорден по брой състав на ЦК: 412 членове, без кандидат-членове. Конгресът разкрива сериозен разкол в партията между „консерваторите“ (Е. Лигачов, И. Полозков), „умерените“ (М. Горбачов, В. Ивашко) и „радикалите“, обединили се през 1989 г. около „междурегионална група депутати“, оглавена от Андрей Сахаров, Ю. Афанасиев, Г. Попов. Още на конгреса Борис Елцин демонстративно напуска партията. Освен това, непосредствено преди конгреса под натиска на консервативното крило се образува Комунистическа партия на РСФСР. |

|  | Тази страница частично или изцяло представлява превод на страницата „Съезд КПСС“ в Уикипедия на руски. Оригиналният текст, както и този превод, са защитени от Лиценза „Криейтив Комънс – Признание – Споделяне на споделеното“, а за съдържание, създадено преди юни 2009 година – от Лиценза за свободна документация на ГНУ. Прегледайте историята на редакциите на оригиналната страница, както и на преводната страница, за да видите списъка на съавторите. ВАЖНО: Този шаблон се отнася единствено до авторските права върху съдържанието на статията. Добавянето му не отменя изискването да се посочват конкретни източници на твърденията, които да бъдат благонадеждни. |